# ポップ・ハート

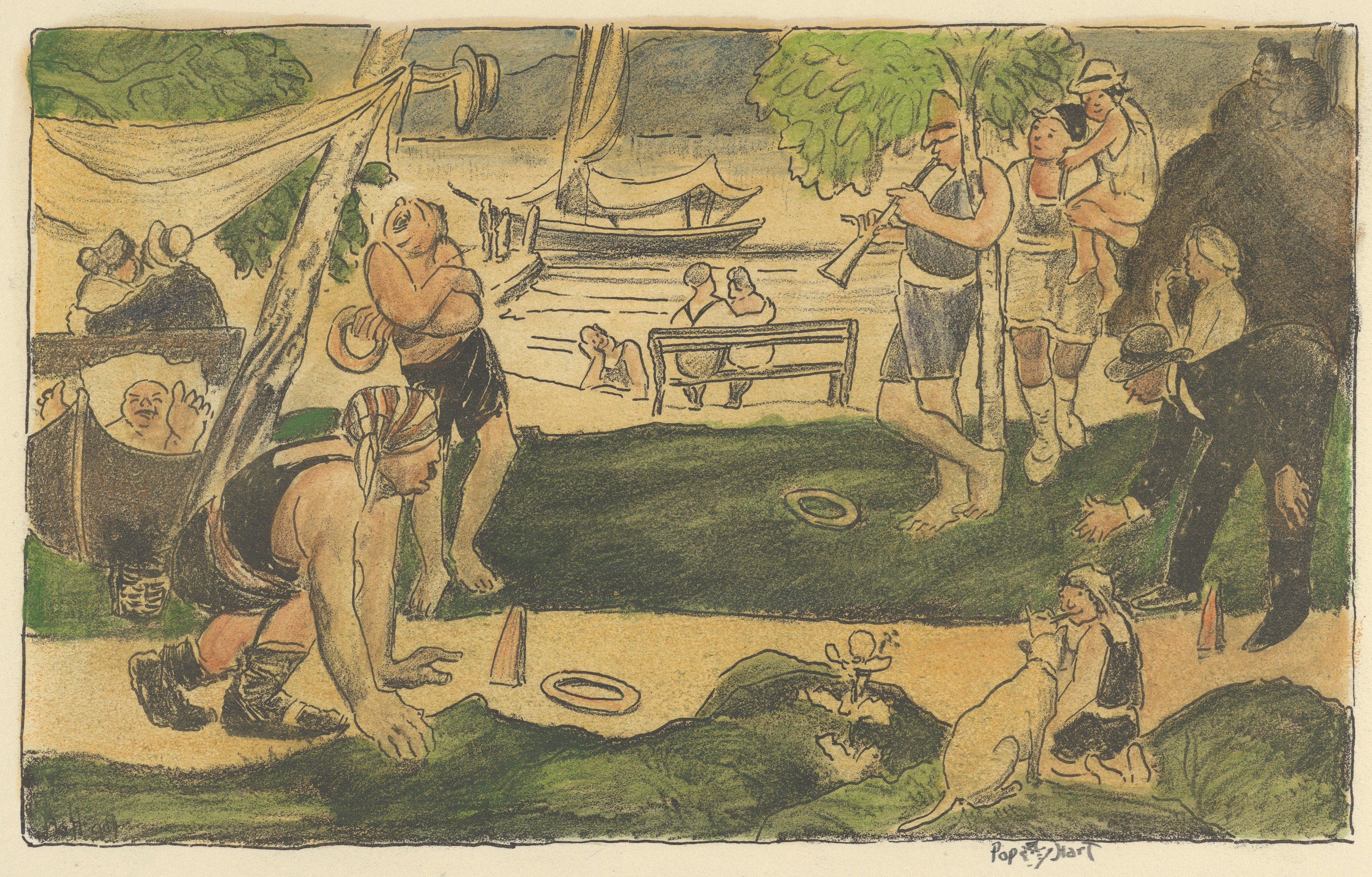
ポップ・ハート作の手彩色版画「ハドソン川のピクニック」、メトロポリタン美術館蔵

ポップ・ハート（Pop Hart）として知られるジョージ・オーバーベリー・ハート（George Overbury Hart、1868年5月10日 - 1933年9月9日）は、アメリカ合衆国の画家、イラストレーター、版画家である。世界各地を旅し、水彩画や版画を制作した
。

## 略歴
イリノイ州のカイロで生まれ、ニューヨーク州のロチェスターで育った。父親は染物工場を経営していて、10代のハートもそこで働いたが、絵を描いていて、監視を怠り爆発事故を起こし仕事を失った。
18歳になるころ、貨物船でロンドンに渡り、イギリスでは看板屋で働き、生活を支えた。その後、シカゴに戻りしばらくシカゴの新聞社のイラストレーターや1893年に開かれたシカゴ万国博覧会の会場などの塗装の仕事をした。それまで絵を描くのは独学であったが、1890年代になってシカゴの美術学校（後のシカゴ美術館附属美術大学）の授業に時々、参加し、1907年にはパリに渡り、パリの私立の美術学校、アカデミー・ジュリアンで1年間学んだ。
20世紀に入ると数年間、メキシコや中央アメリカ、北アフリカ、カリブ海の国々や南太平洋を旅した。太平洋の旅では1903年に、ポール・ゴーギャンが亡くなったばかりのタヒチも訪れた。
1907年にパリで再び修行した後、ニューヨーク市の周辺で看板画家として約5年間働き、その後10年間は、ほとんどをニュージャージーに創立されたばかりの映画会社で、映画のセットを描く仕事をした。1920年代は大半を再び旅に費やした。仇名のPopは俗語の「おじさん」の意味で、旅行中に髭を伸ばしていたことからつけらたとされる。この仇名を気に入った後は作品に「ポップ・ハート」と署名した。
旅の間、ハートは水彩で、自由で力強いスタイルの作品を描き、ニューヨークのノドラー画廊に注目され、初の展覧会が開かれ、批評家に評価された。ニューヨーク市近郊のニュージャージー州のフォートリーの芸術家コロニーで、ウォルト・クーン（1877-1949）やアーサー・ボーウェン・デービス（1863-1928）、エドワード・ホッパー（1882-1967）といった画家と活動し、「アシュカン派」の画家、ロバート・ヘンライ（1865–1929）やジョン・スローン（1871-1951）とも親しかった。
1921年までに版画制作も始め、国外旅行で描いたスケッチを版画にした。アメリカ・グラフィック・アーティスト協会（Society of American Graphic Artists）の会員になり後に会長も務めた。
1929年にニューヨークで開かれた19人の現代画家の展覧会で作品が展示された。1932年ロサンゼルスオリンピックの芸術競技にも参加した（部門不明）。
1933年ににフォートリーで亡くなった。

## 作品

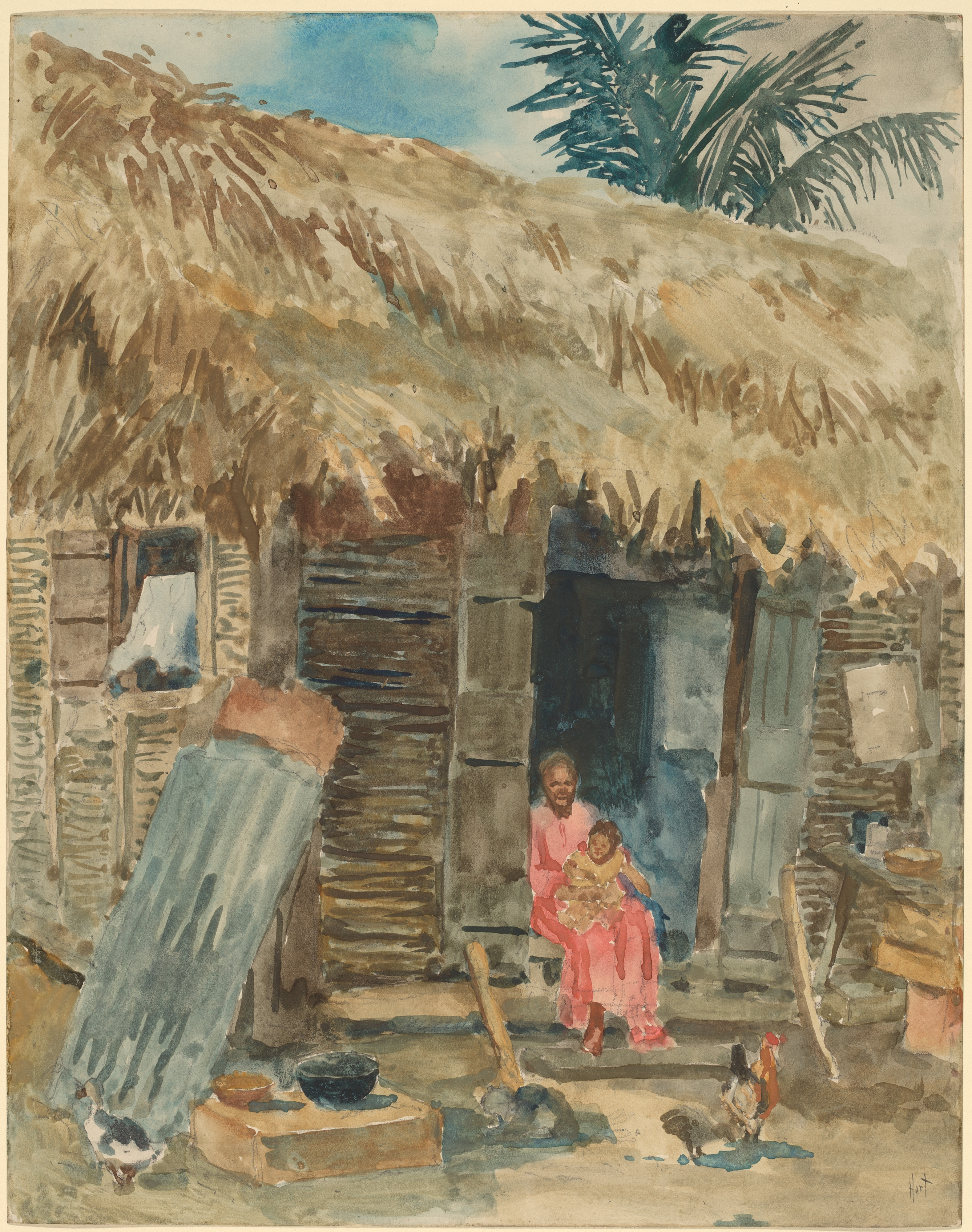
水彩画「トリニダードの小屋」(c.1917) ナショナル・ギャラリー (ワシントン)
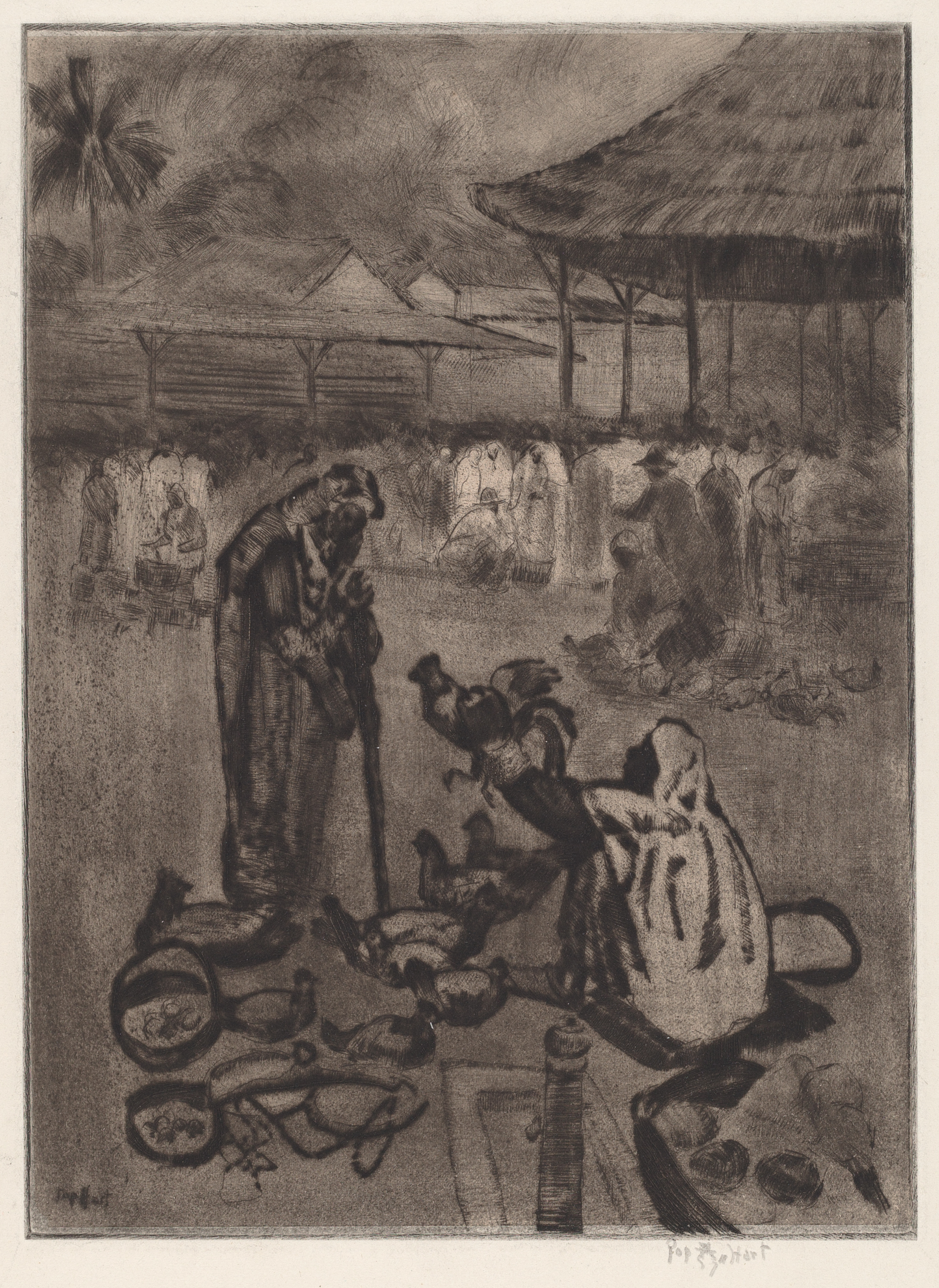
版画「トリニダードの鶏売り」(1923) ナショナル・ギャラリー (ワシントン)
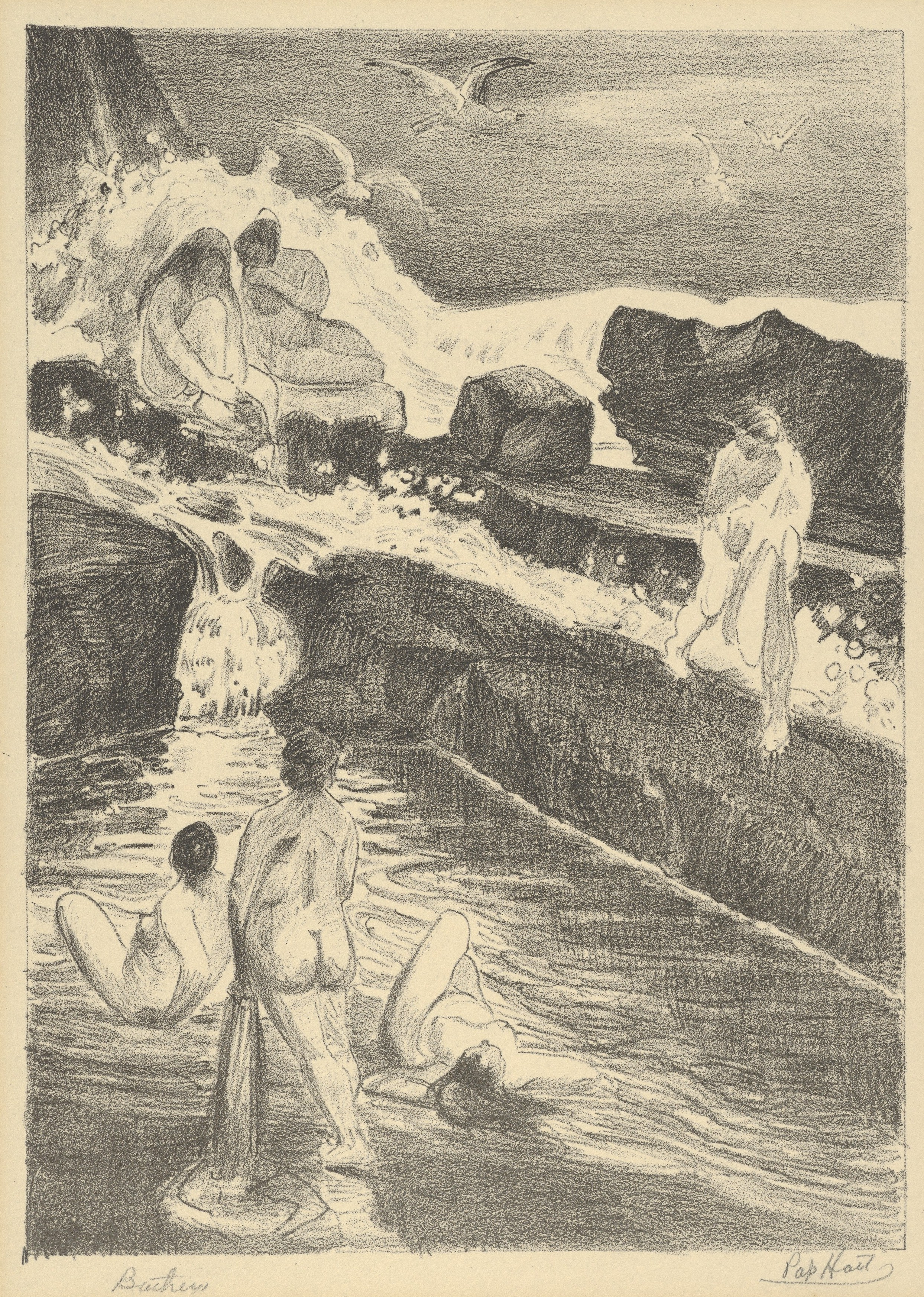
版画「水浴びする人」 メトロポリタン美術館
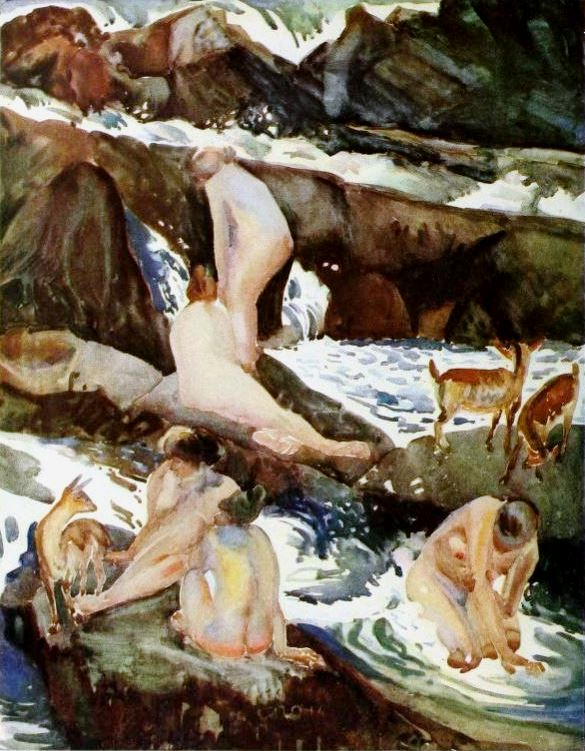
「水浴びする人」

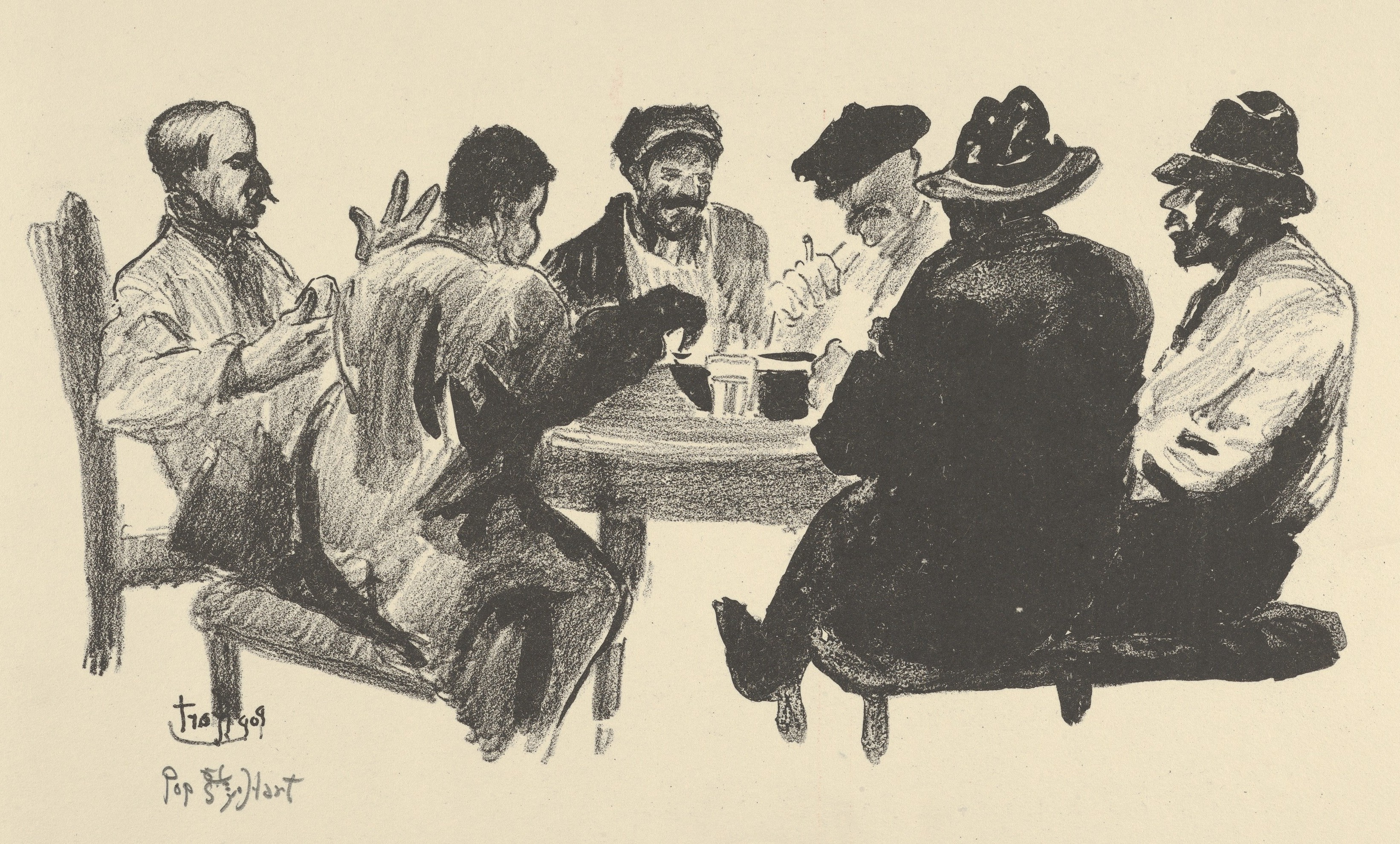
昼食 (1922) メトロポリタン美術館
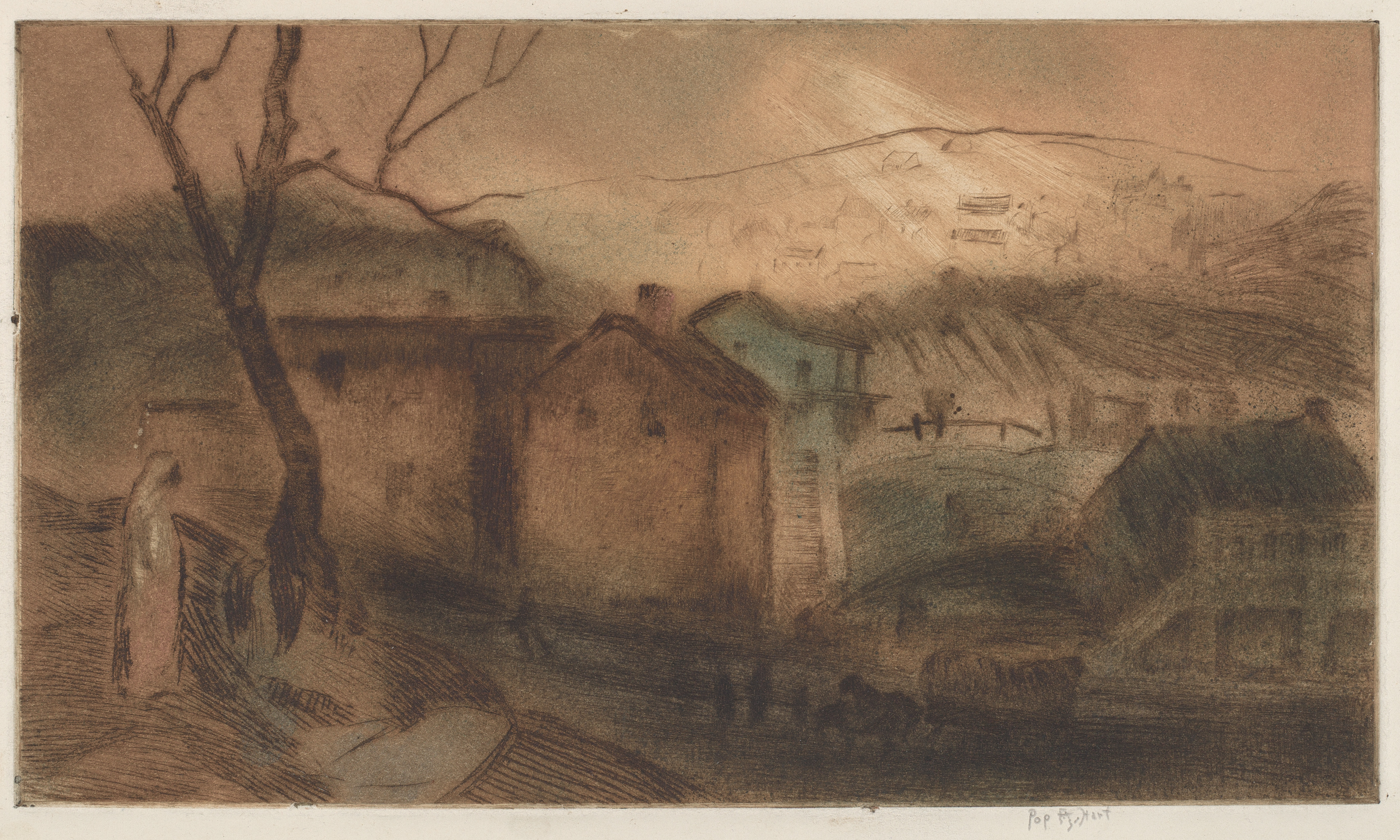
Jersey Hills (1923) メトロポリタン美術館
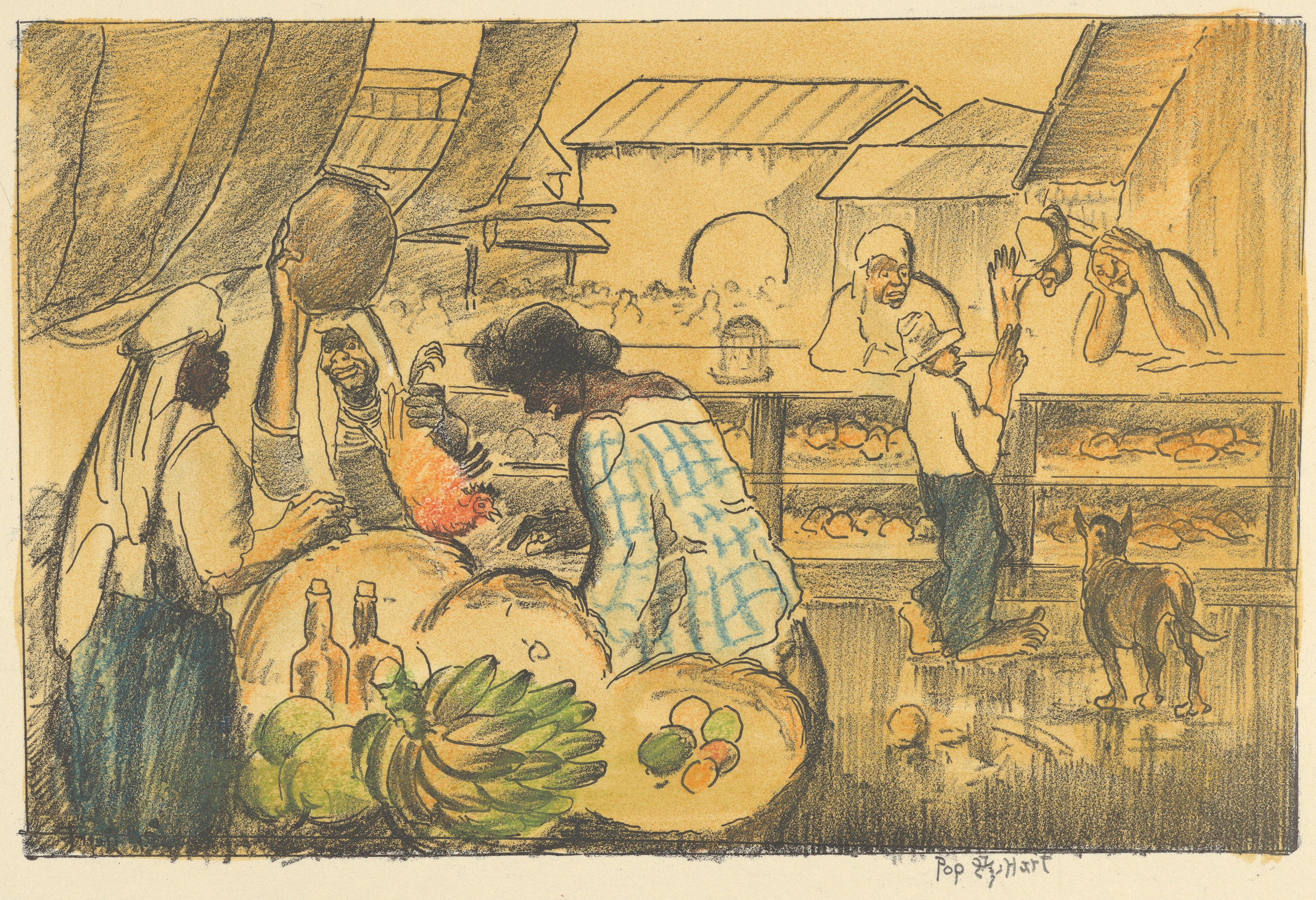
サントドミンゴの市場 (1924) メトロポリタン美術館